# パッキーマオ
パッキーマオ （タイ語: ผัดขี้เมา、RTGS: phat khi mao、[pʰàt kʰîː māw]）は、パッシーイウに似た炒め麺料理。タイ語において、 khi maoはdrunkard、つまり酔っぱらいを意味する。通常、幅広の米麺、醤油 、魚醤（ナンプラーと呼称する）、オイスターソース、ニンニク、肉、魚介類、唐辛子、黒胡椒、カミメボウキを材料とし、独特の非常に強い辛味を生み出している。日本風に言うなれば「激辛バジル焼きそば」、「激辛炒め麺」。
この料理の名前の由来にはいくつかの説がある。 その由来の一つは、この料理に米酒を使うというものであるが、普通アルコールはタイ料理のレシピに含まれない。 また、他説にはある人が酔っ払って帰宅し、有り合わせの食材を使って作ったという言い伝えに由来するという。

## ギャラリー

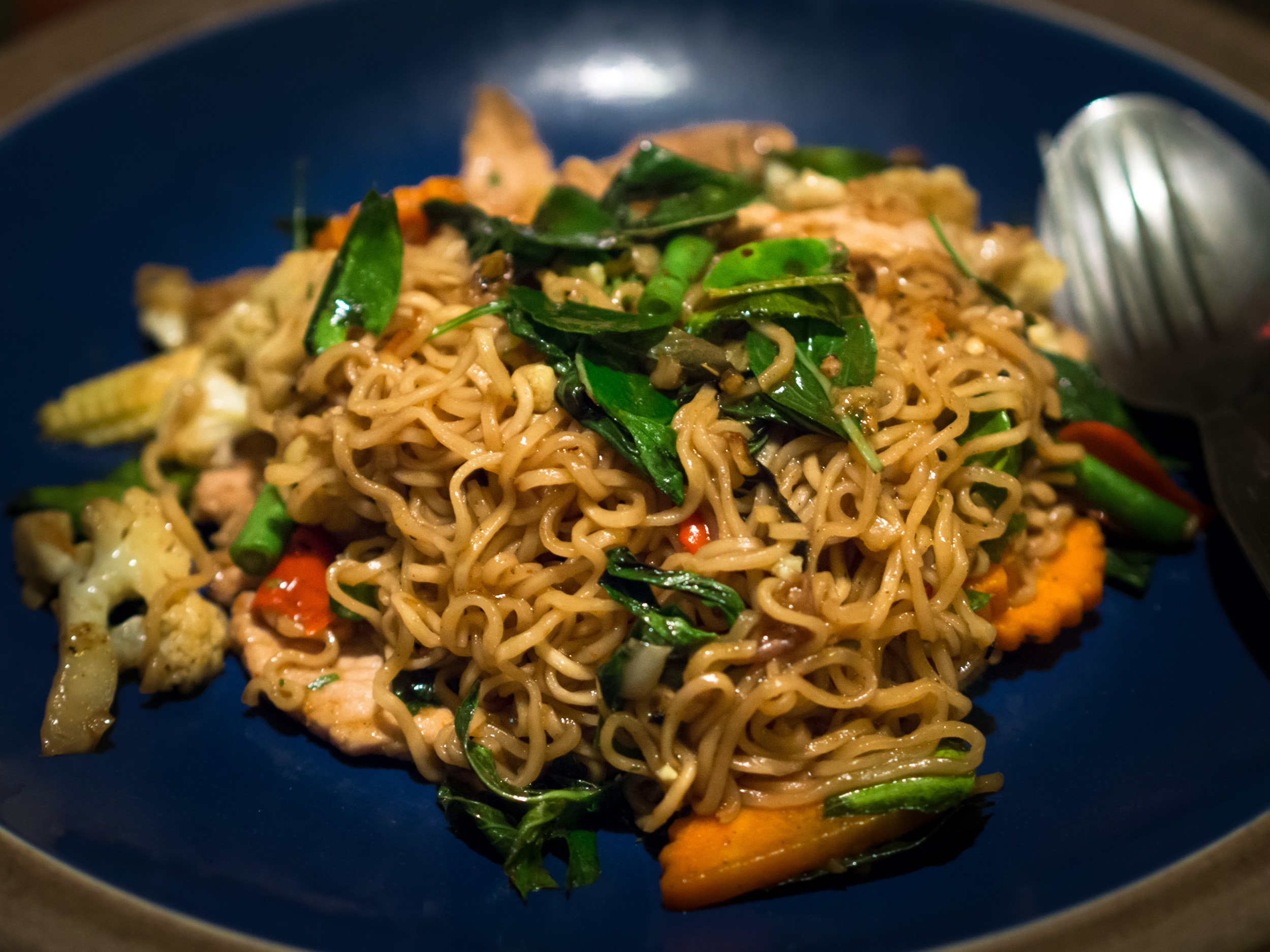
即席めんを使ったパッキーマオ
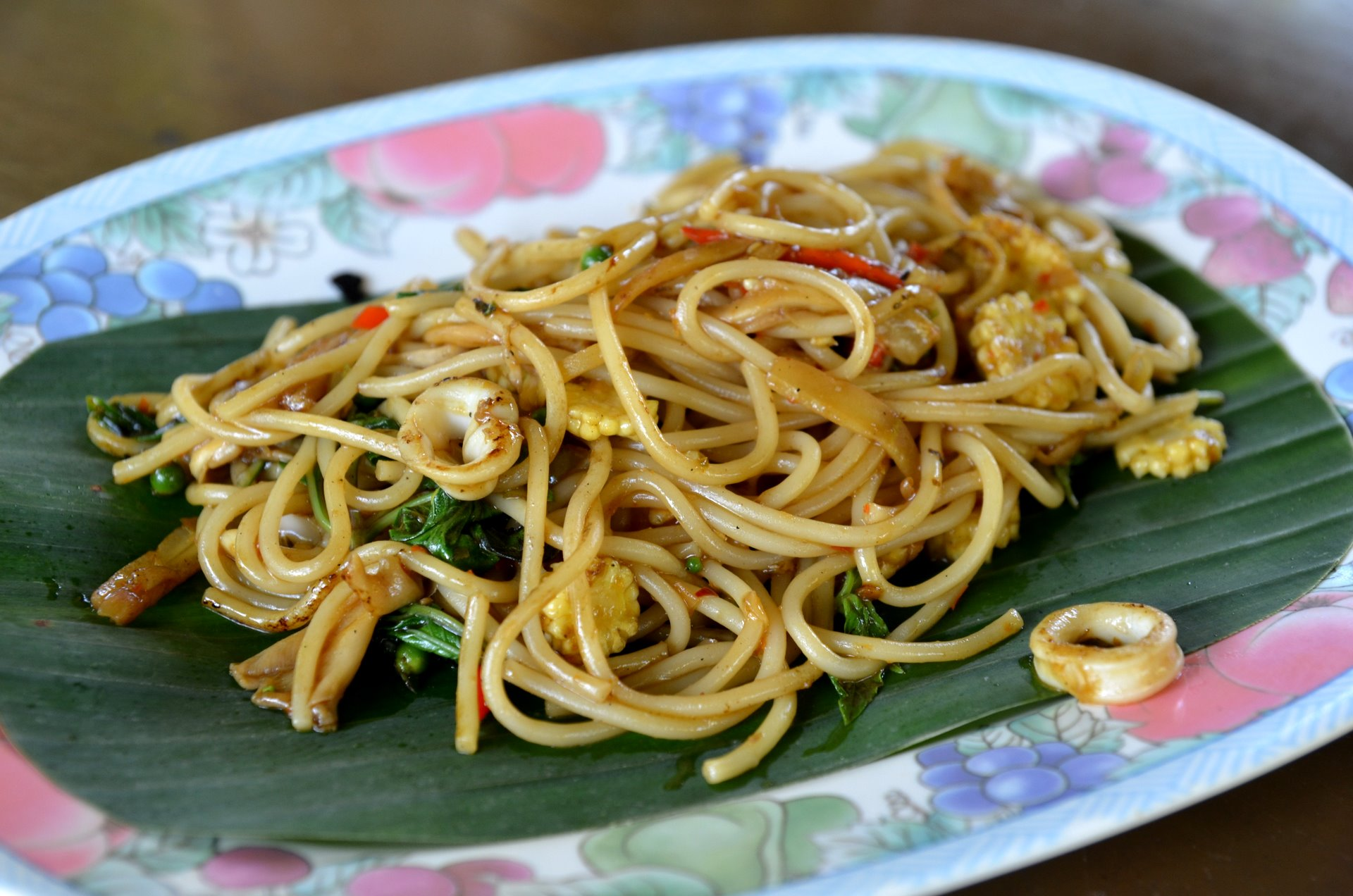
スパゲッティの麺を使った伊泰折衷のフュージョンバージョン